# Powiat sławieński

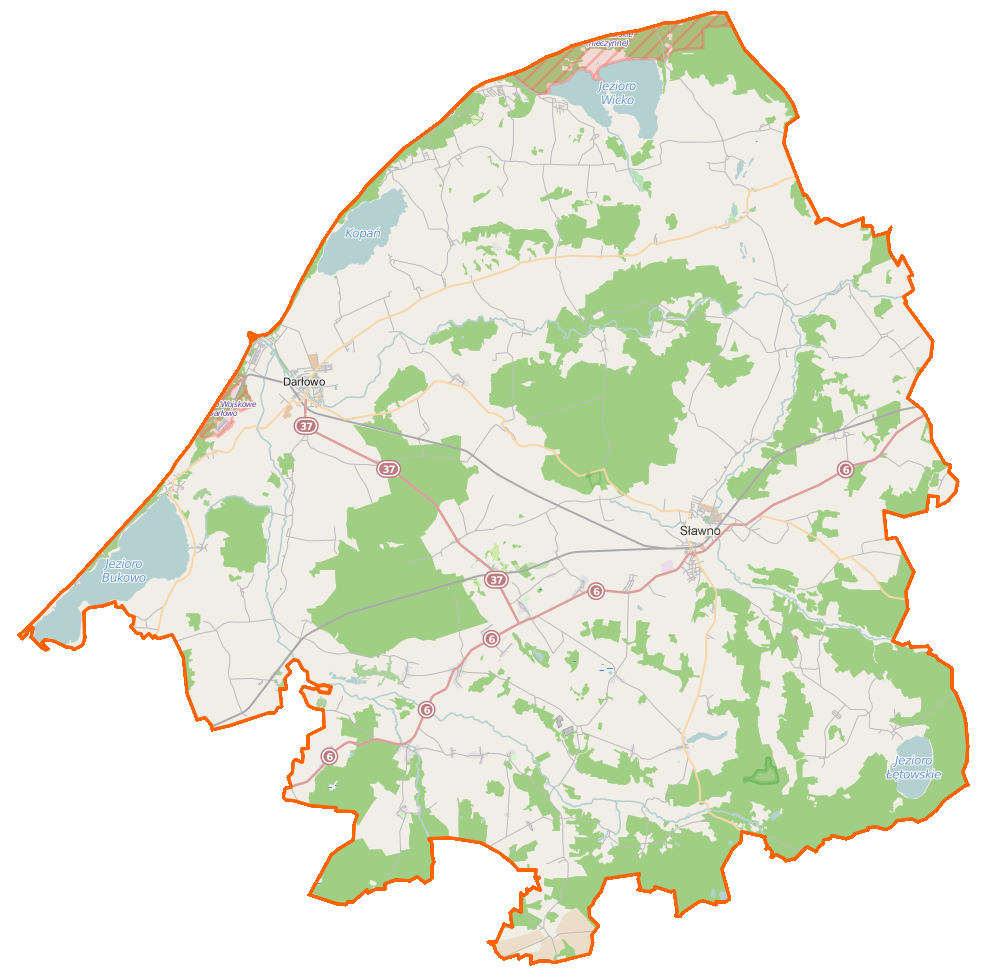
Mapa powiatu

Powiat sławieński – powiat w północno-zachodniej Polsce, w woj. zachodniopomorskim, utworzony w 1999 roku w ramach reformy administracyjnej. Jego siedzibą jest miasto Sławno, zaś największym miastem powiatu jest Darłowo.
Według danych z 31 grudnia 2019 roku powiat zamieszkiwały 56 134 osoby. Natomiast według danych z 30 czerwca 2020 roku powiat zamieszkiwało 56 010 osób.

## Miasta i gminy w powiecie
W skład powiatu wchodzą:

gminy miejskie
- Darłowo – 14.442 mieszkańców (20,21 km²) – to nadbałtyckie miasto w województwie zachodniopomorskim, leżące na skraju Pobrzeża Słowińskiego w dolinie rzeki Wieprza i rzeki Grabowa.
- Sławno 13.322 (15,83 km²) mieszkańców jest położone nad rzeką Wieprzą, około 20 km od wybrzeża Bałtyku na Równinie Słupskiej.

gminy wiejskie
- Sławno 8802 mieszkańców
- Darłowo 7603 mieszkańców,
- Postomino 6986 mieszkańców,
- Malechowo 6264 mieszkańców,

## Położenie

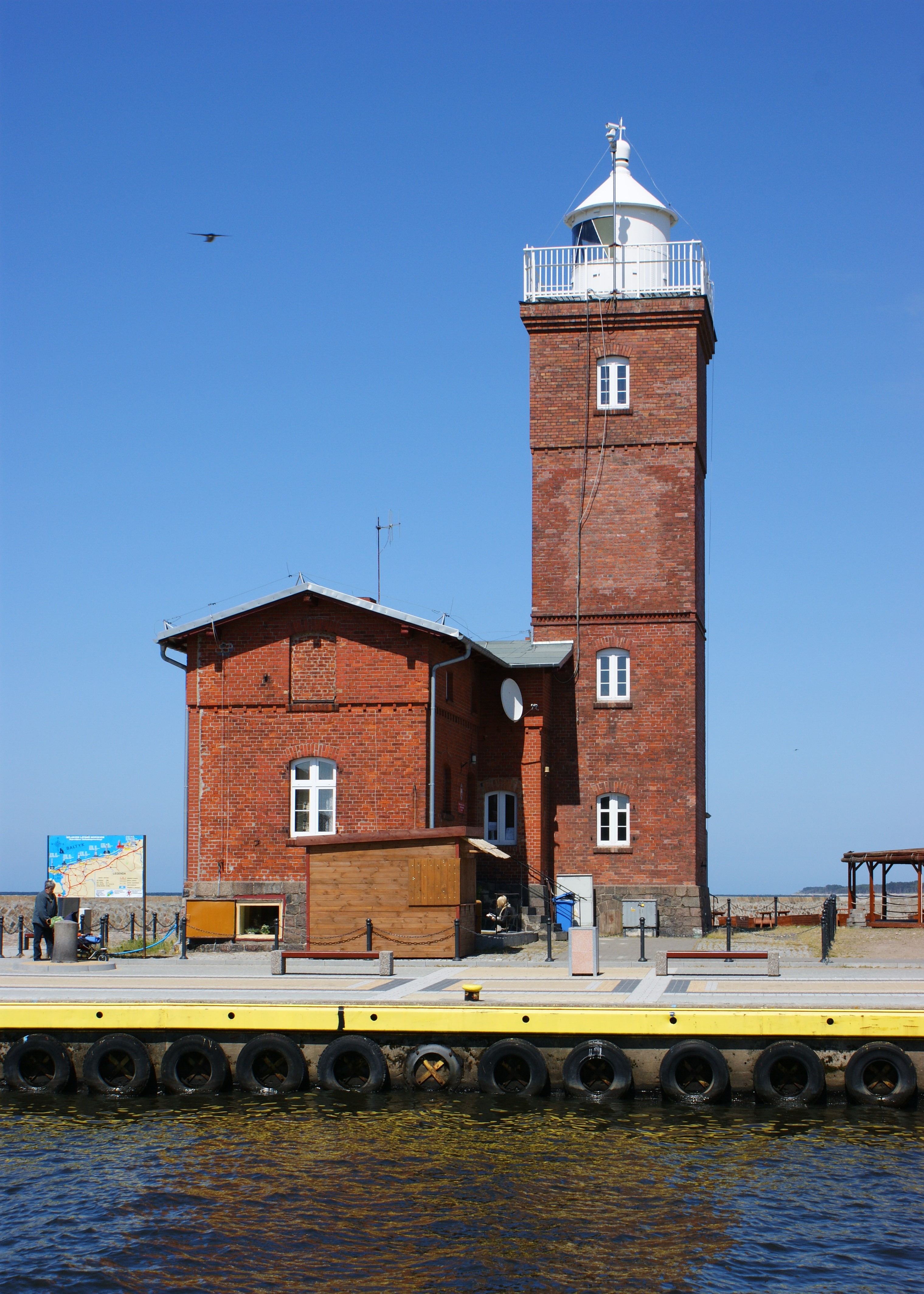
Latarnia Morska Darłowo

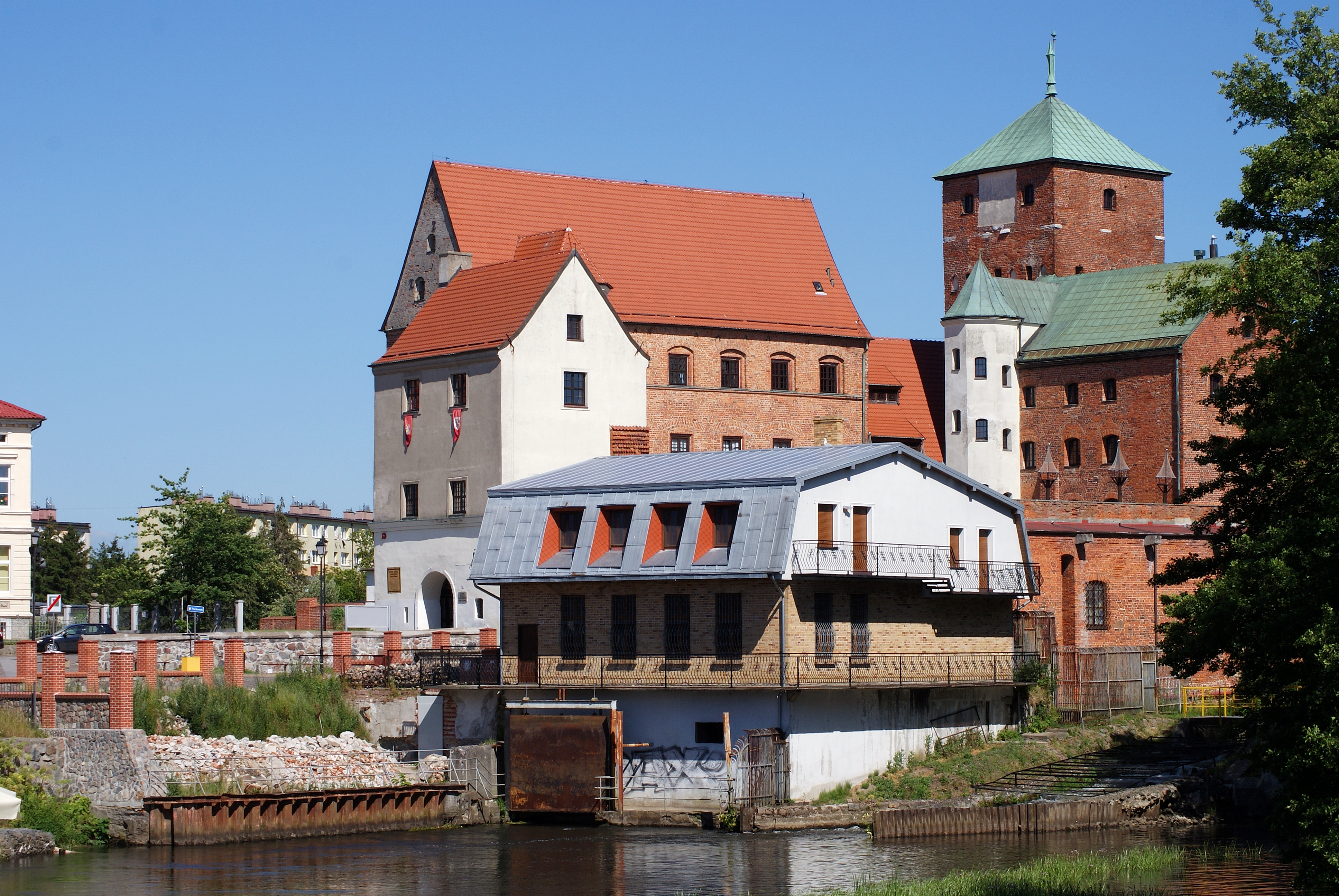
Zamek Książąt Pomorskich w Darłowie

Według danych z 1 stycznia 2009 powierzchnia powiatu sławieńskiego wynosi 1043,26 km².
Powiat położony jest na Wybrzeżu Słowińskim i Równinie Słupskiej, nad Morzem Bałtyckim.
W latach 1975–1998 powiat był podzielony pomiędzy województwo słupskie (miasto Sławno, gminy Sławno i Postomino) i województwo koszalińskie (miasto Darłowo, gminy Darłowo i Malechowo).

## Demografia
Według danych z 31 grudnia 2019 roku powiat sławieński zamieszkiwały 56 134 osoby.

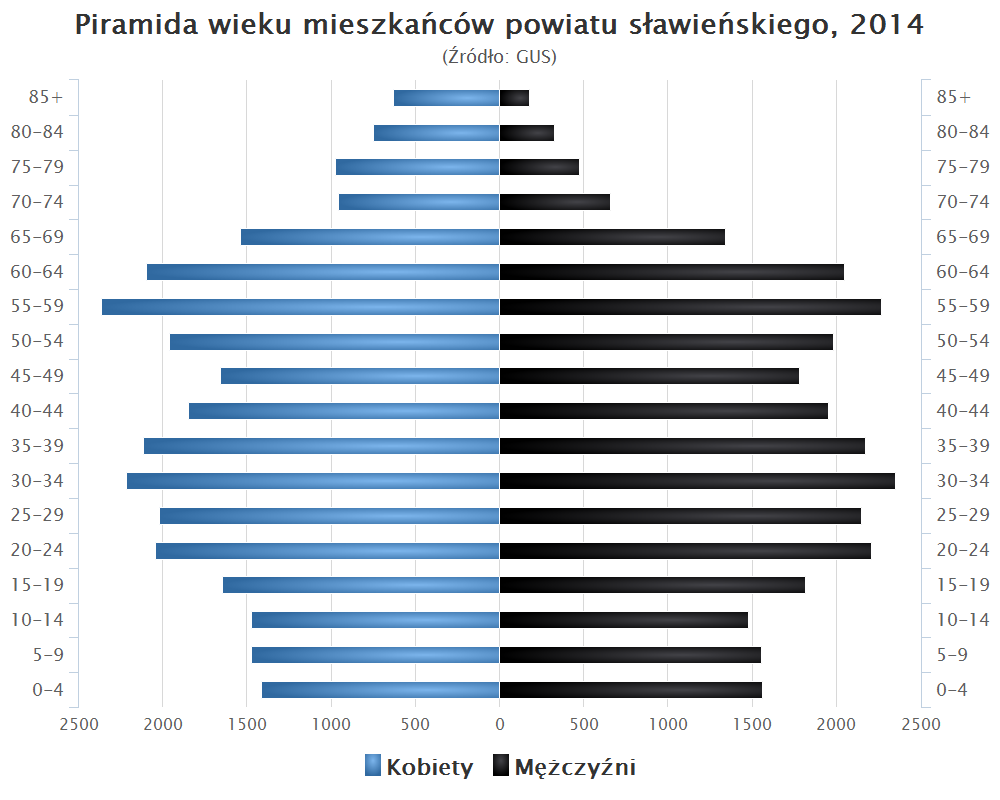
Piramida wieku mieszkańców powiatu sławieńskiego w 2014 roku

Liczba ludności (dane z 30 czerwca 2005):
|        | Ogółem | Ogółem | Kobiety | Kobiety | Mężczyźni | Mężczyźni |
| osób   | %      | osób   | %       | osób    | %         |           |
| ------ | ------ | ------ | ------- | ------- | --------- | --------- |
| Ogółem | 57 751 | 100    | 29 416  | 50,94   | 28 335    | 49,06     |
| Miasto | 27 786 | 48,11  | 14 468  | 25,05   | 13 318    | 23,06     |
| Wieś   | 29 965 | 51,89  | 14 948  | 25,88   | 15 017    | 26,00     |

▶Wieś vs ▶miasto
Ogółem (▶k, ▶m)
Miasto (▶k, ▶m)
Wieś (▶k, ▶m)

## Gospodarka
W powiecie dominuje turystyka, głównie w Darłowie, znaczącym ośrodku ruchu turystycznego, z kąpieliskiem w nadmorskiej dzielnicy Darłówko, w Dąbkach i Jarosławcu. Darłowo posiada port rybacki i handlowy, gdzie istnieje stocznia remontowa, zakłady przetwórstwa rybnego, wytwórnia sieci rybackich, przemysł przetwórstwa spożywczego, metalowy (odlewnia żeliwa) i drzewny (fabryka mebli).
W Sławnie przemysł drzewny i spożywczy. Na terenach wiejskich rolnictwo i leśnictwo. W powiecie wytwarzane są miody rusinowskie.
W końcu września 2019 liczba zarejestrowanych bezrobotnych w powiecie sławieńskim obejmowała ok. 2,2 tys. mieszkańców, co stanowi stopę bezrobocia na poziomie 12,5% do aktywnych zawodowo.
Przeciętne wynagrodzenie pracownicze w październiku 2008 r. wynosiło 2323,67 zł, przy liczbie zatrudnionych pracowników w powiecie sławieńskim – 10 003 osoby. Przeciętne wynagrodzenie w sektorze publicznym wynosiło 3010,61 zł, a w sektorze prywatnym 2143,99 zł.
W 2013 r. wydatki budżetu samorządu powiatu sławieńskiego wynosiły 53,2 mln zł, a dochody budżetu 52,4 mln zł. Zadłużenie (dług publiczny) samorządu według danych na IV kwartał 2013 r. wynosiło 21,9 mln zł, co stanowiło 41,8% dochodów.

## Komunikacja

### Linie kolejowe
- czynne:
  - Stargard – Wejherowo (przez Sławno)
  - Sławno- Darłowo.
- nieczynne, nieistniejące:
  - Ustka – Polanów (przez Postomino i Sławno)
  - Sławno- Korzybie.

### Drogi
- krajowe
  - nr 6: Szczecin – Gdańsk (przez Malechowo i Sławno).
  - nr 37: Darłowo – Karwice /droga krajowa nr 6/ Trasa ta łączy port w Darłowie i jego nadmorską dzielnicę – Darłówko z centrum miasta, a dalej po najkrótszej możliwej trasie przez Domasławice i Słowino z drogą Krajową DK6.
- wojewódzkie
  - nr 203: Koszalin – Darłowo – Postomino – Ustka,
  - nr 205: Darłowo – Sławno – Polanów – Bobolice,
  -  nr 208: Barcino – Kępice – Polanów
  -  nr 209: Sławno – Korzybie – Bytów

### Morskie przejście graniczne Darłowo
121420. Oddział Celny w Darłowie
- rodzaj jednostki – przejście graniczne morskie
- procedury celne – dopuszczenie do obrotu, odprawa czasowa, przetwarzanie pod kontrolą celną, skład celny, tranzyt, uszlachetnianie bierne, uszlachetnianie czynne, wywóz
- rodzaj kontroli – fitosanitarna
- położenie – granica morska
- rodzaje odprawianych towarów – Wszystkie
- procedura TIR i WPT możliwość otwierania i zamykania procedury TIR i WPT
- odpady możliwość realizowania międzynarodowego obrotu odpadami.

## Bezpieczeństwo
W 2009 r. wskaźnik wykrywalności sprawców przestępstw stwierdzonych w powiecie sławieńskim wynosił 70,2%. W 2009 r. stwierdzono w powiecie m.in. 211 kradzieży z włamaniem, 9 kradzieży samochodów, 40 przestępstw narkotykowych.
Większa część obszaru powiatu obejmująca Darłowo, Sławno oraz gminy: Darłowo, Malechowo, Postomino i Sławno, położona jest w strefie nadgranicznej. Powiat sławieński obejmuje zasięgiem służbowym placówka Straży Granicznej w Darłowie z Morskiego Oddziału SG.
Powiat sławieński jest obszarem właściwości Prokuratury Rejonowej w Sławnie i Prokuratury Okręgowej w Koszalinie.
Na terenie powiatu działa 10 jednostek Ochotniczej Straży Pożarnej włączonych do krajowego systemu ratowniczo-gaśniczego.
Komenda Powiatowej Państwowej Straży Pożarnej w Sławnie Jednostka ratowniczo-gaśnicza – Posterunki w Sławnie i Darłowie.

## Administracja
| Gminy                          | Liczba radnych | Liczba wyborców w 2010 |
| ------------------------------ | -------------- | ---------------------- |
| miasto Darłowo                 | 4              | 11 764                 |
| miasto Sławno                  | 4              | 10 631                 |
| gmina Darłowo, gmina Malechowo | 4              | 11 341                 |
| gmina Postomino, gmina Sławno  | 5              | 12 378                 |
| Razem (Σ)                      | 17             | 46 114                 |

Siedzibą władz powiatu jest miasto Sławno. Organem uchwałodawczym samorządu jest Rada Powiatu w Sławnie, w której skład wchodzi 17 radnych. Starostwo powiatowe znajduje się Sławnie, jednak w celu poprawienia poziomu obsługi mieszkańców działa filia starostwa w Darłowie, która wykonuje zadania 3 wydziałów dla obszaru gminy Darłowo i miasta Darłowo.
Starostowie sławieńscy:
- Henryk Lompert (1998 – 2002)
- Grzegorz Januszewski (2002 – 2006)
- Andrzej Lewandowski (2006 – 2010)
- Wojciech Wiśniowski (od 2010)

Gminy powiatu sławieńskiego są obszarem właściwości Sądu Rejonowego w Koszalinie, jednakże sprawy 3 gmin (gmina Postomino, miasto Sławno, gmina Sławno) są obsługiwane przez wydziały zamiejscowe w Sławnie. Wszystkie gminy powiatu sławieńskiego są obszarem właściwości Sądu Okręgowego i Samorządowego Kolegium Odwoławczego w Koszalinie.
Mieszkańcy powiatu sławieńskiego wybierają radnych do Sejmiku Województwa Zachodniopomorskiego w okręgu nr 4. Posłów na Sejm wybierają z okręgu wyborczego nr 40, senatora z okręgu nr 100, a posłów do Parlamentu Europejskiego z okręgu nr 13.

## Powiaty partnerskie
- powiat Bad Doberan do 3 września 2011 (powiat został następnie zlikwidowany i utworzony nowy powiat Rostock)
- powiat kłodzki

## Sąsiednie powiaty
- powiat koszaliński
- powiat słupski (pomorskie)